# Villegrimond
Ancienne commune de Loir-et-Cher, la commune éphémère de Villegrimond a été supprimée quelques années après la Révolution française, entre 1790 et 1794. Son territoire a été partagé entre Champigny et Rhodon.
Village de la Beauce, Villegrimond se trouve toujours à cheval entre ces deux communes.